# Діамантова ліга ІААФ 2016
Діамантова ліга ІААФ 2016 серія легкоатлетичних щорічних змагань Діамантової ліги ІААФ, яка проходила всьоме і складалася з 14-ти турнірів.
2016 року відбулося три зміни у форматі. Один із двох американських турнірів, Adidas Grand Prix, який раніше проходив у Нью-Йорку, замінили на Rabat Meeting у Марокко. Він став першим турніром у календарі, який відбувся в Африці. Раніше це був єдиний континент північної півкулі, не представлений у змаганнях Діамантової ліги. Друга зміна стосувалася системи нарахування очок. Колишню систему - 4 очки переможцю, 2 очки другому місцю і 1 очко третьому місцю, замінили на ширшу систему - 10 очок переможцю, 6 другому місцю і потім поступово на одне очко менше до шостого місця. Систему подвійних очок за фінали зберегли. Третя зміна стосувалася технічних дисциплін, кидків і стрибків у довжину. Спочатку всім спортсменам дозволялося виконати по три спроби. Тоді четверо найкращих із них мали змогу виконати ще по три спроби. Попередній формат дозволяв усім спортсмена виконати по шість спроб.
| Трекові дисципліни |       |       |       |       |        |        |                   |                   |                      |
| Чоловіки           | 100 м | 200 м | 400 м | 800 м | 1500 м | 5000 м | 110 м з бар'єрами | 400 м з бар'єрами | 3000 м з перешкодами |
| Жінки              | 100 м | 200 м | 400 м | 800 м | 1500 м | 5000 м | 110 м з бар'єрами | 400 м з бар'єрами | 3000 м з перешкодами |

| Технічні дисципліни |                    |                  |                   |                   |                |               |               |
| Чоловіки            | стрибки з жердиною | стрибки у висоту | стрибки в довжину | потрійний стрибок | штовхання ядра | Метання диска | Метання списа |
| Жінки               | стрибки з жердиною | стрибки у висоту | стрибки в довжину | потрійний стрибок | штовхання ядра | Метання диска | Метання списа |

### Очки
На кожному з етапів спортсмени здобувають очки в залежності від місця. Потім ці очки додаються. Переможцем стає спортсмен, який має найбільшу кількість очок наприкінці року. Якщо двоє або більше спортсменів мають однакову кількість очок, то переможцем оголошують того, хто здобув найбільше перемог серед них. Переможець отримує грошовий приз у розмірі US$40,000.
| Місце | Очки (не фінал) | Очки (фінал) |
| ----- | --------------- | ------------ |
| 1-ше  | 10              | 20           |
| 2-ге  | 6               | 12           |
| 3-тє  | 4               | 8            |
| 4-те  | 3               | 6            |
| 5-те  | 2               | 4            |
| 6-те  | 1               | 2            |

## Розклад
У календарі 2016 року було таких 14 етапів:
| Дата         | Етап                                                    | Стадіон                           | City      | Країна          |
| ------------ | ------------------------------------------------------- | --------------------------------- | --------- | --------------- |
| 6 травня     | Qatar Athletic Super Grand Prix                         | Стадіон імені Сухейна Біна Хамада | Доха      | Катар           |
| 14 травня    | Shanghai Golden Grand Prix                              | Шанхайський стадіон               | Шанхай    | КНР             |
| 22 травня    | Meeting International Mohammed VI d'Athlétisme de Rabat | Стадіон імені принца Мулая Абдули | Рабат     | Марокко         |
| 27–28 травня | Prefontaine Classic                                     | Гейворд філд                      | Юджін     | США             |
| 2 червня     | Golden Gala - Pietro Mennea                             | Олімпійський стадіон              | Рим       | Італія          |
| 5 червня     | British Athletics Grand Prix                            | Alexander Stadium                 | Бірмінгем | Велика Британія |
| 9 червня     | Bislett Games                                           | Біслет                            | Осло      | Норвегія        |
| 16 June      | Stockholm Bauhaus Athletics                             | Олімпійський стадіон              | Стокгольм | Швеція          |
| 15 липня     | Herculis                                                | Стадіон Луї II                    | Монако    | Монако          |
| 22–23 липня  | London Grand Prix                                       | Олімпійський стадіон              | Лондон    | Велика Британія |
| 25 серпня    | Атлетіссіма                                             | Стад Олімпік де ля Понте          | Лозанна   | Швейцарія       |
| 27 серпня    | Meeting Areva                                           | Стад де Франс                     | Париж     | Франція         |
| 1 вересня    | Світовий клас у Цюриху                                  | Летцигрунд                        | Цюрих     | Швейцарія       |
| 9 вересня    | Меморіал Ван Дамме                                      | Стадіон імені короля Бодуена      | Брюссель  | Бельгія         |

## Результати
Не включені в залік Діамантової ліги дисципліни виділені сірим кольором.

### Чоловіки

#### Дисципліни на треку
| #                              | Дисципліна → Етап ↓            | 100 м                          | 200 м                          | 400 м                          | 800 м                                              | 1500 м/1 миля                          | 3000/5000 м                                    | 110 м з/б                     | 400 м з/б                     | 3000 м з/п                             |
| 1                              | Доха                           | -                              | Амір Вебб (USA) 19.85 MR       | Лашон Меррітт (USA) 44.41      | -                                                  | Асбел Кіпроп (KEN) 3:32.15 WL          | -                                              | Омар Маклеод (JAM) 13.05 WL   | -                             | Консеслус Кіпруто (KEN) 8:05.13 WL     |
| 2                              | Шанхай                         | Джастін Гетлін (USA) 9.94 SB   | -                              | -                              | Фергюсон Ротіч (KEN) 1:45.68 SB                    | -                                      | Муктар Едріс (ETH) 12:59.96 WL, MR             | Омар Маклеод (JAM) 12.98 WL   | Майкл Тінслі (USA) 48.90 WL   | -                                      |
| 3                              | Рабат                          | -                              | Алонсо Едвард (PAN) 20.07w     | Лашон Меррітт (USA) 44.66 MR   | Пєр-Амбруаз Бос (FRA) 1:44.51 SB                   | Timothy Cheruiyot (KEN) 3:33.61 PB     | Abdelaati Iguider (MAR) 7:36.85 WL (3000m)     | David Oliver (USA) 13.12 MR   | -                             | Консеслус Кіпруто (KEN) 8:02.77 WL, MR |
| 4                              | Eugene                         | Джастін Гетлін (USA) 9.88w     | -                              | Кірані Джеймс (GRN) 44.22      | Борис Беріан (USA) 1:44.20 SB                      | Асбел Кіпроп (KEN) 3:51.54 WL (Mile)   | Муктар Едріс (ETH) 12:59.43 WL                 | Омар Маклеод (JAM) 13.06      | Майкл Тінслі (USA) 48.74 SB   | -                                      |
| 5                              | Рим                            | Джастін Гетлін (USA) 9.93 SB   | Амір Вебб (USA) 20.04          | Вайде ван Нікерк (RSA) 44.19   | -                                                  | Ілія Мотоней Мананг (KEN) 3:33.96      | -                                              | Орландо Ортега (ESP) 13.22    | -                             | Консеслус Кіпруто (KEN) 8:01.41 WL     |
| 6                              | Бірмінгем                      | Кім Коллінз (SKN) 10.11        | Андре де Грассе (CAN) 20.16 SB | Кірані Джеймс (GRN) 44.23 MR   | Давід Рудіша (KEN) 1:13.10 AR, WL, DLR, MR (600 м) | Асбел Кіпроп (KEN) 3:29.33 WL, MR      | Мо Фара (GBR) 7:32.62 WL, NR (3000 м)          | -                             | -                             | Консеслус Кіпруто (KEN) 8:00.12 WL, MR |
| 7                              | Осло                           | Андре де Грассе (CAN) 10.07 SB | -                              | -                              | -                                                  | Асбел Кіпроп (KEN) 3:51.48 WL(Mile)    | Хагос Гебрхівет (ETH) 13:07.70                 | -                             | Ясмані Копелло (TUR) 48.79 SB | -                                      |
| 8                              | Стокгольм                      | Жак Харві (TUR) 10.18          | -                              | -                              | Фергюсон Ротіч (KEN) 1:45.07                       | -                                      | Ібрагім Джейлан (ETH) 13:03.22                 | -                             | Хавєр Кулсон (PUR) 49.43      | -                                      |
| 9                              | Монако                         | -                              | Алонсо Едвард (PAN) 20.10      | Вайде ван Нікерк (RSA) 44.12   | Альфред Кіпкетер (KEN) 1:44.47                     | Рональд Квемой (KEN) 3:30.49 SB        | -                                              | Орландо Ортега (ESP) 13.04 SB | -                             | Консеслус Кіпруто (KEN) 8:08.11        |
| 10                             | Лондон                         | Джиммі Віко (FRA) 10.02        | Усейн Болт (JAM) 19.89         | Меттью Гадсон-Сміт (GBR) 45.03 | Пєр-Амбруаз Бос (FRA) 1:43.88 SB                   | Silas Kiplagat (KEN) 3:53.04 SB (Mile) | Мо Фара (GBR) 12:59.29 WL                      | Дімітрі Баску (FRA) 13.20     | Керрон Клемент (USA) 48.40 SB | -                                      |
| 11                             | Лозанна                        | Асафа Павелл (JAM) 9.96        | Чуранді Мартіна (NED) 19.81    | Лашон Меррітт (USA) 44.50      | -                                                  | Аянлех Сулейман (DJI) 2:13.49 (1000 м) | -                                              | Орландо Ортега (ESP) 13.11    | Расмус Мягі (EST) 48.59       | Abraham Kibiwott (KEN) 8:09.58         |
| 12                             | Париж                          | Бен Юссеф Мейте (CIV) 9.96 =NR | -                              | -                              | Альфред Кіпкетер (KEN) 1:42.87 PB                  | -                                      | Yomif Kejelcha (ETH) 7:28.19 WU20R WL (3000 м) | -                             | Nicholas Bett (KEN) 48.01 SB  | -                                      |
| 13                             | Цюрих                          | Асафа Павелл (JAM) 9.94        | -                              | Лашон Меррітт (USA) 44.64      | -                                                  | -                                      | Хагос Гебрхівет (ETH) 13:14.82                 | -                             | Керрон Клемент (USA) 48.72    | -                                      |
| 14                             | Брюссель                       | -                              | –                              | –                              | -                                                  | –                                      | -                                              | –                             | -                             | –                                      |
|                                |                                |                                |                                |                                |                                                    |                                        |                                                |                               |                               |                                        |
| Переможець у загальному заліку | Переможець у загальному заліку | Асафа Павелл (JAM)             | -                              | Лашон Меррітт (USA)            | -                                                  | -                                      | Хагос Гебрхівет (ETH)                          | -                             | Керрон Клемент (USA)          | -                                      |

#### Технічні дисципліни
| #                              | Дисципліна → Етап ↓            | довжина                      | потрійний                          | висота                          | жердина                    | ядро                         | диск                              | спис                                 |  |  |
| 1                              | Доха                           | -                            | Крістіан Тейлор (USA) 17.23 WL     | Ерік Кайнард (USA) 2.33 WL      | -                          | -                            | Пйотр Малаховський (POL) 68.03 WL | -                                    |  |  |
| 2                              | Шанхай                         | Гао Сінлун (CHN) 8.14 SB     | -                                  | Богдан Бондаренко (UKR) 2.28    | Сем Кендрікс (USA) 5.88 PB | Kurt Roberts (USA) 21.40 SB  | -                                 | Томас Рьолер (GER) 85.71             |  |  |
| 3                              | Рабат                          | Рушвал Самааі (RSA) 8.38 =MR | -                                  | Богдан Бондаренко (UKR) 2.31 SB | -                          | -                            | Пйотр Малаховський (POL) 67.45 MR | -                                    |  |  |
| 4                              | Юджін                          | -                            | Крістіан Тейлор (USA) 17.46 WL, MR | -                               | Рено Лавіллені (FRA) 5.81  | Джо Ковач (USA) 22.13 WL     | -                                 | Іхаб Абдельрахман (EGY) 87.37 WL, MR |  |  |
| 5                              | Рим                            | Грег Резерфорд (GBR) 8.31 SB | -                                  | Богдан Бондаренко (UKR) 2.33 SB | -                          | -                            | Роберт Урбанек (POL) 65.00        | -                                    |  |  |
| 6                              | Бірмінгем                      | Marquise Goodwin (USA) 8.42  | -                                  | Мутаз Есса Баршим (QAT) 2.37 WL | -                          | -                            | Пйотр Малаховський (POL) 67.50    | -                                    |  |  |
| 7                              | Осло                           | -                            | Алексіс Копелло (CUB) 16.91        | -                               | Рено Лавіллені (FRA) 5.80  | Джо Ковач (USA) 22.01        | -                                 | Томас Рьолер (GER) 89.30 WL          |  |  |
| 8                              | Стокгольм                      | -                            | Крістіан Тейлор (USA) 17.59        | -                               | Рено Лавіллені (FRA) 5.73  | Томас Волш (NZL) 21.13       | -                                 | Іхаб Абдельрахман (EGY) 86.00        |  |  |
| 9                              | Монако                         | Дамар Форбс (JAM) 8.23 SB    | -                                  | Gianmarco Tamberi (ITA) 2.39 NR | -                          | -                            | Пйотр Малаховський (POL) 65.57    | -                                    |  |  |
| 10                             | Лондон                         | Гао Сінлун (CHN) 8.11        | Крістіан Тейлор (USA) 17.79 WL, MR | -                               | Рено Лавіллені (FRA) 5.90  | Джо Ковач (USA) 22.04        | -                                 | Якуб Вадлейх (CZE) 85.72             |  |  |
| 11                             | Лозанна                        | -                            | -                                  | Мутаз Есса Баршим (QAT) 2.35    | Сем Кендрікс (USA) 5.92 MR | -                            | Філіп Міланов (BEL) 65.61         | -                                    |  |  |
| 12                             | Париж                          | -                            | Chris Carter (USA) 16.92           | -                               | Рено Лавіллені (FRA) 5.93  | Томас Волш (NZL) 22.00 AR MR | -                                 | Якуб Вадлейх (CZE) 88.02 PB          |  |  |
| 13                             | Цюрих                          | -                            | Крістіан Тейлор (USA) 17.80 MR     | -                               | Сем Кендрікс (USA) 5.90    | Томас Волш (NZL) 22.20 AR    | -                                 | Якуб Вадлейх (CZE) 87.28             |  |  |
| 14                             | Брюссель                       | -                            | –                                  | –                               | -                          | –                            | -                                 | –                                    |  |  |
|                                |                                |                              |                                    |                                 |                            |                              |                                   |                                      |  |  |
| Переможець у загальному заліку | Переможець у загальному заліку | -                            | Крістіан Тейлор (USA)              | -                               | Рено Лавіллені (FRA)       | Томас Волш (NZL)             | -                                 | Якуб Вадлейх (CZE)                   |  |  |

### Жінки

#### Дисципліни на треку
| #                               | Дисципліна → Етап ↓             | 100 м                           | 200 м                                 | 400 м                             | 800 м                                       | 1500 м/1 миля                          | 3000/5000 м                           | 100 м з/б                                   | 400 м з/б                      | 3000 м з/п                               |
| 1                               | Доха                            | Торі Бові (USA) 10.80 WL, MR    | -                                     | -                                 | Кастер Семеня (RSA) 1:58.26 WL              | -                                      | Алмаз Аяна (ETH) 8:23.11 WL (3000 м)  | -                                           | Ейлід Дойл (GBR) 54.53 WL      | -                                        |
| 2                               | Шанхай                          | -                               | Мюріель Ауре (CIV) 22.72              | Шона Міллер (BAH) 50.45           | -                                           | Фейт Кіп'єгон (KEN) 3:56.82 WL, MR, NR | -                                     | -                                           | -                              | Хівін Джепкемой (KEN) 9:07.42 WL, MR     |
| 3                               | Рабат                           | Елейн Томпсон (JAM) 11.02 MR    | -                                     | -                                 | Кастер Семеня (RSA) 1:56.64 WL, MR          | -                                      | Алмаз Аяна (ETH) 14:16.31 WL, MR      | -                                           | Janeive Russell (JAM) 54.16 PB | Етенеш Діро Неда (ETH) 9:16.87 SB        |
| 4                               | Eugene                          | Інгліш Гарднер (USA) 10.81 SB   | Торі Бові (USA) 21.99 WL              | Шона Міллер (BAH) 50.15           | -                                           | Фейт Кіп'єгон (KEN) 3:56.41 WL, MR, NR | Hellen Obiri (KEN) 14:32.02 PB        | Kendra Harrison (USA) 12.24 AR, WL, DLR, MR | -                              | Рут Джебет (BHR) 8:59.97 AR, WL, DLR, MR |
| 5                               | Рим                             | Елейн Томпсон (JAM) 10.87 SB    | -                                     | -                                 | Кастер Семеня (RSA) 1:56.64 =WL             | -                                      | Алмаз Аяна (ETH) 14:12.59 WL, DLR, MR | -                                           | Janeive Russell (JAM) 53.96 WL | -                                        |
| 6                               | бірмінгем                       | Інгліш Гарднер (USA) 11.02      | -                                     | Флорія Гюе (FRA) 50.84 PB         | Франсіна Нійонсаба (BDI) 1:56.92 MR         | Sarah McDonald (GBR) 4:07.18 PB        | Вів'єн Черуйот (KEN) 15:12.79         | Kendra Harrison (USA) 12.46 MR              | Cassandra Tate (USA) 54.57 SB  | -                                        |
| 7                               | Осло                            | -                               | Дафне Схіперс (NED) 21.93 WL, DLR, MR | Стефані-Енн Макферсон (JAM) 51.04 | -                                           | Фейт Кіп'єгон (KEN) 4:18.60 WL         | -                                     | Бріанна Роллінс (USA) 12.56                 | -                              | Хівін Джепкемой (KEN) 9:09.57            |
| 8                               | Стокгольм                       | -                               | Діна Ашер-Сміт (GBR) 22.72 SB         | Новлін Вільямс (JAM) 52.29        | -                                           | Ангеліка Ціхоцька (POL) 4:03.25 SB     | -                                     | Kendra Harrison (USA) 12.66                 | -                              | Рут Джебет (BHR) 9:08.37                 |
| 9                               | Монако                          | Дафне Схіперс (NED) 10.94       | -                                     | -                                 | Кастер Семеня (RSA) 1:55.30 WL, DLR, MR, NR | -                                      | Hellen Obiri (KEN) 8:24:27 (3000 м)   | -                                           | Ейлід Дойл (GBR) 54.09 SB      | -                                        |
| 10                              | Лондон                          | Марі-Жозе Та Лу (CIV) 10.96 =PB | Дафне Схіперс (NED) 22.13             | Шона Міллер (BAH) 49.55 WL        | Шелайна Оскан-Кларк (GBR) 1:59.46 SB        | Лора Муір (GBR) 3:57.49 MR, NR         | -                                     | Kendra Harrison (USA) 12.20 WR              | Далайла Мухаммад (USA) 53.90   | Габіба Грібі (TUN) 9:21.35 SB            |
| 11                              | Лозанна                         | Елейн Томпсон (JAM) 10.78       | -                                     | -                                 | Франсіна Нійонсаба (BDI) 1:57.71            | -                                      | Гензебе Дібаба (ETH) 8:31.34 (3000 м) | Kendra Harrison (USA) 12.42                 | Далайла Мухаммад (USA) 53.78   | -                                        |
| 12                              | Paris                           | -                               | Дафне Схіперс (NED) 22.13             | Наташа Гастінгс (USA) 50.06       | -                                           | Лора Муір (GBR) 3:55.22 WL MR, NR      | -                                     | Kendra Harrison (USA) 12.44                 | -                              | Рут Джебет (BHR) 8:52.78 WR              |
| 13                              | Цюрих                           | Крістанія Вільямс (JAM) 11.04   | Елейн Томпсон (JAM) 21.85 DLR         | -                                 | Кастер Семеня (RSA) 1:56.44                 | Шеннон Ровбері (USA) 3:57.78           | -                                     | Kendra Harrison (USA) 12.63                 | Shamier Little (USA) 53.97     | Рут Джебет (BHR) 9:07.00 MR              |
| 14                              | Брюссель                        | -                               | –                                     | –                                 | -                                           | –                                      | -                                     | –                                           | -                              | –                                        |
|                                 |                                 |                                 |                                       |                                   |                                             |                                        |                                       |                                             |                                |                                          |
| Переможниця в загальному заліку | Переможниця в загальному заліку | -                               | Дафне Схіперс (NED)                   | -                                 | Кастер Семеня (RSA)                         | Лора Муір (GBR)                        | -                                     | Kendra Harrison (USA)                       | -                              | Рут Джебет (BHR)                         |

#### Технічні дисципліни
| #                               | Дисципліна → Етап ↓             | довжина                                | потрійний                           | висота                    | жердина                              | ядро                       | диск                                    | спис                            |  |  |
| 1                               | Доха                            | -                                      | Катерін Ібаргуен (COL) 15.04 WL, MR | -                         | Сенді Морріс (USA) 4.83 WL, =DLR, MR | Tia Brooks (USA) 19.48 PB  | -                                       | Сунетт Вільюн (RSA) 65.14 SB    |  |  |
| 2                               | Шанхай                          | Івана Шпанович (SRB) 6.95 MR           | -                                   | Леверн Спенсер (LCA) 1.94 | -                                    | -                          | Сандра Перкович (CRO) 70.88 WL, DLR, MR | -                               |  |  |
| 3                               | Рабат                           | -                                      | Катерін Ібаргуен (COL) 14.51        | -                         | Екатеріні Стефаніді (GRE) 4.75 MR    | Валері Вілі (NZL) 19.68 SB | -                                       | Мадара Паламейка (LAT) 64.76 MR |  |  |
| 4                               | Юджін                           | Бріттні Різ (USA) 6.92 SB              | -                                   | Шанте Лоу (USA) 1.95      | -                                    | -                          | Сандра Перкович (CRO) 68.57             | -                               |  |  |
| 5                               | Рим                             | -                                      | Катерін Ібаргуен (COL) 14.78        | -                         | Екатеріні Стефаніді (GRE) 4.75 =PB   | Валері Вілі (NZL) 19.69 SB | -                                       | Сунетт Вільюн (RSA) 61.95       |  |  |
| 6                               | Бірмінгем                       | -                                      | Ольга Рипакова (KAZ) 14.61 =SB      | -                         | Яріслей Сілва (CUB) 4.84 WL, DLR     | Tia Brooks (USA) 19.73 PB  | -                                       | Мадара Паламейка (LAT) 65.68 SB |  |  |
| 7                               | Осло                            | Івана Шпанович (SRB) 6.94              | -                                   | Рут Бейтья (ESP) 1.90     | -                                    | -                          | Сандра Перкович (CRO) 67.10             | -                               |  |  |
| 8                               | Стокгольм                       | Івана Шпанович (SRB) 6.90              | -                                   | Рут Бейтья (ESP) 1.93 SB  | -                                    | -                          | Сандра Перкович (CRO) 68.32             | -                               |  |  |
| 9                               | Монако                          | -                                      | Катерін Ібаргуен (COL) 14.96        | -                         | Екатеріні Стефаніді (GRE) 4.81       | Валері Вілі (NZL) 20.05 SB | -                                       | Тетяна Холодович (BLR) 65.62    |  |  |
| 10                              | Лондон                          | Катаріна Джонсон-Томпсон (GBR) 6.84 SB | -                                   | Рут Бейтья (ESP) 1.98 =SB | Екатеріні Стефаніді (GRE) 4.80       | -                          | Сандра Перкович (CRO) 69.94 MR          | -                               |  |  |
| 11                              | Лозанна                         | Івана Шпанович (SRB) 6.83              | Катерін Ібаргуен (COL) 14.76        | -                         | -                                    | Валері Вілі (NZL) 19.94    |                                         | Мадара Паламейка (LAT) 65.29    |  |  |
| 12                              | Париж                           | Івана Шпанович (SRB) 6.90              | -                                   | Рут Бейтья (ESP) 1.98 =SB | -                                    | -                          | Сандра Перкович (CRO) 67.62             | -                               |  |  |
| 13                              | Цюрих                           | Бріттні Різ (USA) 6.95                 | -                                   | Рут Бейтья (ESP) 1.96     | Голлі Блісдейл (GBR) 4.76            | -                          | Сандра Перкович (CRO) 68.44             | -                               |  |  |
| 14                              | Брюссель                        | -                                      | –                                   | –                         | -                                    | –                          | -                                       | –                               |  |  |
|                                 |                                 |                                        |                                     |                           |                                      |                            |                                         |                                 |  |  |
| Переможниця в загальному заліку | Переможниця в загальному заліку | Івана Шпанович (SRB)                   | -                                   | Рут Бейтья (ESP)          | Екатеріні Стефаніді (GRE)            | -                          | Сандра Перкович (CRO)                   | -                               |  |  |